# Лепаж, Корин
Кори́н Домини́к Маргери́т Лепа́ж (фр. Corinne Dominique Marguerite Lepage; род. 11 мая 1951) — французский политический и государственный деятель, экоактивист, министр окружающей среды (1995—1997).

## Биография
Родилась 11 мая 1951 года в Булонь-Бийанкуре, дочь зажиточного парфюмера. В 1975 году стала адвокатом, окончив Институт политических исследований с дипломами о высшем образовании (DES) по публичному праву и политологии, а также лицензию юриста. Стала партнёром Кристиана Юльё, основавшего в 1969 году своё адвокатское бюро, которое первым стало специализироваться на делах, касающихся охраны окружающей среды. Одним из наиболее известных процессов Лепаж стало дело о катастрофе супертанкера Amoco Cadiz у побережья Бретани в 1978 году.
В 1981 году пришла в политику, в 1989 году впервые победила на муниципальных выборах в Кабуре и стала заместителем мэра, в 1995 году — первым заместителем. Принимала участие в создании партии «Экологическое поколение».
В 1995—1997 годах являлась министром окружающей среды в правительстве Алена Жюппе.
В 1996 году добилась проведения через парламент закона о борьбе с загрязнением воздуха, а также стала бессменным лидером экологической партии Cap21, позднее реорганизованной в «Гражданское движение — Cap21».
В 2002 году выставила свою кандидатуру на президентских выборах от своей партии, получив 1,88 % голосов.
В 2009—2014 годах являлась депутатом Европарламента от Северо-Западного избирательного округа Франции, состояла во фракции Альянса демократов и либералов за Европу.
В декабре 2019 года подала иск по обвинению в клевете против лидера Демократического движения Франсуа Байру, который, давая в сентябре того же года показания полиции в ходе расследования дела о фиктивном найме парламентских помощников евродепутатами, начатом по инициативе Лепаж, заявил, что в 1970-е годы она пыталась обмануть мэров прибрежных городов после крушения танкера «Amoco Cadiz».

## Труды
- Аннотированный административно-процессуальный судебный кодекс (Code annoté de procédures administratives contentieuses, 1990)
- Аудит окружающей среды (Les Audits d’environnement, 1992)
- Мы ничего не можем сделать, госпожа министр (On ne peut rien faire, madame le Ministre, Éditions Albin Michel, 1998)
- Хорошо управлять окружающей средой, хороший шанс для бизнеса (Bien gérer l’environnement, une chance pour l’entreprise, 1999)
- Политика предосторожности (La Politique de précaution, en coll. avec François Guéry, 2000)
- Осмелиться на надежду (Oser l’espérance, 2001)
- Об экологии без лжи и оппортунизма (De l'Écologie hors de l’imposture et de l’opportunisme, collection Temps critique, 2003)
- Здоровье и экология (Santé & Environnement : l’ABCdaire, février 2005)
- Я, преуспевший (J’arrive, sous le pseudonyme de Catherine Médicis, 2005)
- Ecoresp 2006, 2006
- Предисловие к книге Сесиль Жоли «Ответственное предприятие. Социальное, этичное, „зелёное“… и выгодное?» (L’Entreprise responsable. Sociale, éthique, «verte»… et bénéficiaire ?, de Cécile Jolly, préface de Corinne Lepage, Éd. du Félin, 2006)
- И если это была она (Et si c’était elle, roman de politique fiction. Éditions Michalon, 2006)
- Конституция для новой Республики (Constitution pour une nouvelle République, 2006)
- Всё удаляется и вновь начинается (On efface tout et on recommence sous le pseudonyme de Catherine Médicis, 2006)
- Француз, ещё одно усилие для перехода от банановой монархии к устойчивой республике (Français, encore un effort pour passer d’une monarchie bananière à une République durable, sous le pseudonyme de Catherine Médicis, 2007)
- Жить иначе (Vivre autrement, Grasset, 2009)
- Между гневом и надеждой (Entre colère et espoirs, 2009)
- Без ядерной энергии мы пользовались бы свечами и другие печеньки со сливками в научно-техническом контексте (Sans le nucléaire on s'éclairerait à la bougie : Et autres tartes à la crème du discours techno-scientifique, en collaboration avec Jean-François Bouvet, Seuil, 2010)
- Правда о ядерной энергии (La vérité sur le nucléaire, Albin Michel, 2011)
- За ваши права, граждане! (À vos droits citoyens !, Ilv Bibliotheca, 2011)
- Дефицит государственного бюджета: наследие французов в опасности (Déficit public: Le patrimoine des Français en péril, Archipel 2011)
- Правда о ГМО — это наше дело! (La vérité sur les OGM, c’est notre affaire !, Éditions Charles Léopold Mayer, 2012)
- Ядерное государство (L'État nucléaire, Albin Michel, 2014)
- Чистые руки: мольба гражданского общества к власти (Les Mains propres : plaidoyer pour la société civile au pouvoir, Autrement, janvier 2015)
- Всемирный атлас ядерных объектов (Atlas mondial du nucléaire, Autrement, 2015)
- В полной уверенности. О морали в политике (À bout de confiance. De la morale en politique, Autrement, 2017)